# 岩永哲哉
岩永哲哉（日语：／ Iwanaga Tetsuya，1970年6月24日—），日本男性配音員。出身於東京都武藏野市。現為自由身，以前經歷Max Mix。身高164cm。A型血。

## 簡歷
- 本名相同[2]。原arts理想所屬在日本解說表演研究所是和白鳥由里同期。
- 據說初級中學的時候被稱呼為「王子」。
- 聲帶摹本擅長，『廣播劇演員王國』宣佈著置鯰龍太郎的聲音倣傚。1995年被廣播了的廣播劇演員節目的『聲音遊俱音樂部』德丸完和高木涉的倣傚也宣佈了。
- 愛吃的東西是「奶油餡點心」「櫻花茶」是不是「輕羹」「蛋糕卷」。
- 到2000年用關智一和「王子和頭」的單元做著活動。
- 小說的執筆活動也做過，也有月刊雜誌的專欄，自費出版，CD的演出等的經驗。
- 和同樣是聲優的平松晶子一起到壽司店用餐，平松坐在岩永隔壁抽菸而被鄰座的中年女性說「好多煙～Madamu．yan。」（用雙關語來表示不喜歡菸味），後來岩永跟平松說：「快點離開吧」，就兩人一起離開壽司店的逸事。
- 所謂廣播劇演員冬馬由美用『anjeriku』關係的活動和自由談話等稱呼互相為「哲」的那樣關係好。再者，不但『anjeriku』，NHK教育以前被廣播的海外電視劇『愉快的郗酒館家』的配音兄弟角色也共同演出著。
- 最近在稻川淳二的研究，卷蛋糕一本魚上鉤，walking裡(上)好像凝固。特別稻川淳二的追隨者也有，與團長好像招呼著。

## 演出
粗體字表示主要角色。

### 電視動畫
1990年
- 至尊勇者（士兵B、村民A、 等）
- 橫山光輝 三國志

1991年
- 裝甲拯救隊
- 電腦小奇俠（日语：ゲンジ通信あげだま）（1991－1992，鈴木）
- 蓋特機器人號

1992年
- 踢向明天（日语：あしたへフリーキック）（艾布·格林）
- 奇天烈大百科（男孩子C、上班族）
- 幽☆遊☆白書

1993年
- 足球風雲（1993－1994，澤口、高橋克久）

1994年
- 銀河戰國群雄傳（魏相如、大覺屋英心）
- 足球王（日语：ゴールFH）
- 淘氣貓 喵喵三丁目（小黑、百吉的主人[3]）
- 白雪公主的傳說（日语：白雪姫の伝説）（1994－1995，朱利、派克）
- 秀逗泰山阿達♡（面具俠）
- 幸運超人（1994－1995，天皇巨星超人／目立想、世直男人的手下 等）
- 美少女戰鬥隊（攝影師、男孩子、裁判機甲）
- 奪寶奇謀（讓）
- 勇者警察傑德卡（職員）

1995年
- 恐龍冒險記（日语：恐竜冒険記ジュラトリッパー）（阿宅）
- 空想科學世界（馬爾其斯）
- 蠟筆小新（1995～2016，阿強、小孩燕子隊、警察先生、稻垣拓哉、客人 等）
- 獸戰士卡爾基巴（日语：獣戦士ガルキーバ）（神城桃矢）
- 十二生肖爆烈戰士（喬治、皮諾丘）
- 新世紀福音戰士（1995－1996，相田劍介）
- 神秘的世界（1995－1996，水原誠）
- 秀逗魔導士（ハラスライズ）
- 麵包超人（1995－2001）
- 櫻桃小丸子（高中生）
- 七龍珠Z（年輕的老界王神）
- 美少女戰士SuperS（橡膠馬里奧）
- 淘氣小愛神（伊卡洛斯）
- BLUE SEED（室員C）
- 宇宙小毛球（學生）
- （潤）
- 羅密歐的藍天（貝納里沃）

1996年
- H2（佐川哲）
- 蒙面俠蘇洛傳（士兵）
- 酷妹當家（巴庫）
- 哆啦A夢 (大山羨代版)（隆、廣大之門、記者、武士 等）
- VR快打（里昂·拉法爾[4]）
- 山林小獵人 (1996年版)（鸚鵡）

1997年
- 奧運高手（大池）
- 吸血姬美夕（町山延生）
- 超魔神英雄傳（ガク）
- 手塚治虫的舊約聖書物語（日语：手塚治虫の旧約聖書物語）（艾薩克[5]）
- 忍者亂太郎（1997－2019，鬼蜘蛛丸、旅人B、雪鬼〈代演〉、足輕A、忍者、義丸〈代演〉）
- 爆走兄弟Let's & Go!! WGP（皮哥·帕提亞）
- 幸運騎士L（日语：フォーチュン・クエスト）（1997－1998，特拉普）
- 神奇寶貝（李科）
- MAZE☆爆熱時空（雷里克）
- YAT安心！宇宙旅行（日语：YAT安心!宇宙旅行）（派帕德）
- 魯邦三世：瓦爾薩P38（日语：ルパン三世 ワルサーP38）（亞歷克斯、維基·弗拉納根[6]）

1998年
- 異次元的世界（水原誠）
- 餓沙羅鬼（1998～1999，北澤淳）
- 烏龍派出所（光）
- 聖路美娜女學院（日语：聖ルミナス女学院）（木島海平[7]）
- 中華一番！（唐三傑〈第2代〉[8]）
- 槍神Trigun（朱利葉斯）
- Night Walker -深夜徘徊者-（日语：Night Walker -真夜中の探偵-）（瀧隆一）
- 機甲發明小子（佛卡夏）
- 女棒甲子園（夏目誠四郎[9]）
- 炸彈人 彈珠人爆外傳（ダークジコロ）
- 夢幻拉拉（今市）

1999年
- 伊索世界（兔子隊長）
- 週刊故事樂園（日语：週刊ストーリーランド）（1999－2001，社員、佐藤大輔、鈴島勇二、松下祐一、客人）
- 風雲！戰國時代武將 ～動畫靜岡縣史～（德川家康〈青年時期〉[10]）
- 仙魔大戰2000（日语：ビックリマン2000）

2000年
- 金田一少年之事件簿（小椋顯人）

2001年
- 學園戰記無量（日语：学園戦記ムリョウ）
- 熱帶雨林的爆笑生活[11]（威格爾）
- 超能奇兵（橘飛鳥）
- 破壞魔定光（托爾）
- 遊☆戲☆王 怪獸之決鬥（2001－2004，馬利克·伊修達爾）

2002年
- 激鬥戰車（2002－2003，謝恩·法亞史汀）
- 名偵探柯南（2002－2021，久米好繼、久坂雄一、大橋努、狩谷叡祐、中里秀彥、岩貞和明（日语：岩貞和明）、夏川洋二）

2003年
- 攻殼機動隊 STAND ALONE COMPLEX（J·D）
- 冒險者（日语：冒険者 (テレビアニメ)）（迪耶哥）

2006年
- TSUBASA翼（蒼石）

2007年
- 我們這一家（店員A、醫師）
- 戀愛天使安琪莉可 ～光輝的明天～（聖獸的綠之守護聖聖蘭）
- 魔女獵人（人妖B）

2008年
- 海馬（基奇、凱拉、波利）
- Keroro軍曹（第2之男）
- 死後文（菊川公一）

2011年
- 魔法少女小圓（鹿目知久）

2012年
- 足球騎士（經理）

2014年
- 名偵探柯南 江戶川柯南失蹤事件 ～史上最糟糕的兩天～（櫻井武史[12]）

2018年
- 魔法少女 我（改造人間五鋼／藤本五鋼）[13]

### 電影動畫
1993年
- 銀河英雄傳說：新戰爭的序曲（塔南柴）

1994年
- 足球小將翼：最強的敵人！荷蘭青年軍（約翰·倫森布林克、澤田武志）

1995年
- MEMORIES「最臭兵器」（信男的弟弟）

1996年
- APO APO世界 巨人馬場90分鐘的單場勝負（日语：APO APOワールド ジャイアント馬場90分一本勝負）（保志）

1997年
- 蠟筆小新：黑暗珠珠大追擊（五郎兵衛 等）
- 幕末的謝謝（日语：幕末のスパシーボ）（政吉）

1999年
- 蠟筆小新：爆發！溫泉激烈大決戰（超級手指喬）

2000年
- 蠟筆小新：風起雲湧的叢林冒險（航海士）

2007年
- 福音戰士新劇場版：序（相田劍介[14]）

2009年
- 福音戰士新劇場版：破（相田劍介）

2011年
- 劇場版 超能奇兵（2011－2012，橘飛鳥）2作品

2012年
- 劇場版 魔法少女小圓（2012－2013，鹿目知久）3作品

2019年
- 淘氣貓 喵喵三丁目：圓圓與不可思議的石像（小黑[15]）

2021年
- 福音戰士新劇場版：終（相田劍介[16]）

### OVA
年份不詳
- FIGHT!!（陽之助的友人）

1991年
- 夢回綠園（宿舍學生F）
- 天空戰記 創世前的暗鬥（上班族）

1992年
- 超時空要塞II -LOVERS AGAIN-
- 終極教師（日语：はいすくーる仁義#OVA）（米田明）
- 破妖之劍（日语：破妖の剣）
- 萬能文化貓娘（男B）
- 放學後的Tinker Bell（日语：放課後シリーズ）（笹本一弘）

1993年
- 偶像防衛隊
- The Cockpit（日语：戦場まんがシリーズ）（槍手B）
- 流星機學生霸（日语：流星機ガクセイバー）（鈴木）
- 橫濱落跑隊（日语：横浜ばっくれ隊#OVA）（比留川）

1994年
- I·R·I·A ZEIRAM THE ANIMATION（日语：I・R・I・A ZEIRAM THE ANIMATION）（職員A）
- 網中魚 ～FISH IN THE TRAP～（日语：おさかなはあみの中）（特爾）
- 湘南純愛組！（佐藤昌實）
- Macross Plus

1995年
- 神秘的世界（1995－1997，水原誠）2作品
- YAMATO2520（下士官）

1996年
- 拜斯維爾戰記 卡茲之翼（日语：バイストン・ウェル物語 ガーゼィの翼）（千秋克里斯多福）
- 機動戰士鋼彈 第08MS小隊（男B）
- 鐵腕女警（千川努）
- 轉學生（日语：転校生 (アニメ)）（山下聰史）
- 特攻服狂走曲
- Ninja者（日语：Ninja者）（役人）
- FAKE（日语：FAKE (漫画)）（JJ）

1997年
- 真奈美&奈美 SPRITE（日语：SPRITE (漫画)）（高村徹）

1998年
- 玻璃假面 擁有千張假面的少女（助理導演）

1999年
- High school aura buster 光之誕生（日语：ハイスクール・オーラバスター）（里見十九郎）
- 浪客劍心 追憶篇（清里明良）

2000年
- 安琪莉可 ～純白羽翼回憶錄～（日语：アンジェリーク 天空の鎮魂歌）（感性教官聖蘭）
- 超人洛克 鏡之戒（日语：超人ロック）（蘭）

2001年
- 安琪莉可 ～從聖地獻上愛～（日语：アンジェリーク トロワ）（感性教官聖蘭）

2002年
- 熱帶雨林的爆笑生活（2002－2003，威格爾）2作品

2010年
- DARKER THAN BLACK -黑之契約者- 外傳（克洛德）

### 遊戲
1990年
- 熱血行進曲（力）

1992年
1993年
- （波多爾）
- 寶魔獵人萊姆（日语：宝魔ハンターライム）

1994年
- 卒業寫真（日语：卒業写真/美姫#卒業写真）（村岡直樹、林健太郎）

1995年
- 快打旋風ZERO（1995－1998，肯（日语：ケン・マスターズ）、凱（日语：ガイ (ファイナルファイト)））4作品

1996年
- 安琪莉可Special2（日语：アンジェリークSpecial2）（感性的教官聖蘭）
- X戰警 VS. 快打旋風（日语：X-MEN VS. STREET FIGHTER）（肯）
- 金田一少年之事件簿 悲報島 新的慘劇（金田一一）
- 新世紀福音戰士（相田劍介）[注 1]
- 神秘的世界（水原誠）
- 超級快打方塊2（日语：スーパーパズルファイターIIX）（肯、多諾凡（日语：ドノヴァン・バイン））
- 快打旋風EX（日语：ストリートファイターEX）（1996－2000，肯）4作品
- 對戰交換方塊（日语：対戦とっかえだま）（「仁志&仁美」的仁志）

1997年
- 艾爾巴雷亞的乙女（日语：アルバレアの乙女）（讓·亨利·達索）
- 浮游大陸傳記（吉爾）
- （鮑比·洛金斯）
- YU-NO 在這世界盡頭詠唱愛的少女（結城正勝）
- 新世紀福音戰士 2nd Impression（相田劍介）
- BS火焰之紋章 阿卡內亞戰記 第2話 赤色龍騎士（羅謝〈戰馬騎士〉）
- 袖珍快打（日语：ポケットファイター）（肯）
- 漫威超級英雄 VS. 快打旋風（日语：X-MEN VS. STREET FIGHTER）（肯）
- Master the arc（日语：マスターオブモンスターズ）（厄文）
- 魔法學園露娜！（日语：LUNAR さんぽする学園）（阿茲）

1998年
- 安琪莉可 天空的鎮魂歌（日语：アンジェリーク 天空の鎮魂歌）（感性的教官聖蘭）
- 練習曲 序章 ～動搖的心情～（日语：etude prologue 〜揺れ動く心のかたち〜）（天野神吾）[注 2]
- 金田一少年之事件簿2 地獄遊園殺人事件（金田一一）
- 千劍物語（日语：サウザンドアームズ）（班迪格）
- 新世紀福音戰士：鋼鐵戀人（相田劍介、黑衣人A、鐵道公安員）
- NOëL ～La neige～（日语：NOëL）（學生）
- 爆走兄弟Let's & Go!! 永恆之翼（皮哥·帕提亞）
- 夢幻模擬戰V（阿爾弗雷德）

1999年
- 亞克傳承III（艾瑞克）
- 女神戰記（卡修爾、洛伊）
- 金田一少年之事件簿3 青龍傳說殺人事件（金田一一）
- 變異金屬百變金剛（日语：トランスフォーマー ビーストウォーズメタルス64）（神鷹）

2000年
- 安琪莉可 三重奏（日语：アンジェリーク トロワ）（感性的教官聖蘭）
- 漫威 vs. 卡普空2 英雄們的新世紀（肯）

2002年
- SILVER CHAOS（日语：SILVER CHAOS）（維爾納）

2003年
- 安琪莉可 Etoile（日语：アンジェリーク エトワール）（聖獸的綠之守護聖聖蘭）
- 新世紀福音戰士2（相田劍介、劍介爸爸）
- 遊☆戲☆王 怪獸之決鬥8 破滅的大邪神（闇馬利克）

2004年
- 亞克傳承新世代（日语：アークザラッドジェネレーション）（艾瑞克）
- CAPCOM FIGHTING Jam（日语：CAPCOM FIGHTING Jam）（凱）
- SILVER CHAOS2（日语：SILVER CHAOS）（利昂）

2005年
- 新世紀福音戰士：鋼鐵戀人2nd（相田劍介）[注 3]
- NAMCO x CAPCOM（凱、肯·馬斯特斯）
- 夢幻遊戲 玄武開傳 外傳 鏡之巫女（虛宿）
- Little Aid（日语：Little Aid）（匣耕介）

2006年
- 女神戰記 蕾娜絲（卡修爾、洛伊）
- 新世紀福音戰士機密檔案（日语：シークレット オブ エヴァンゲリオン）（相田劍介）
- 新世紀福音戰士：鋼鐵戀人 特別篇（相田劍介、淺利啓太、黑衣人A、鐵道公安員）[注 3]
- 新世紀福音戰士2 被創造的世界 -another cases-（相田劍介、劍介爸爸）
- 命運傳奇（巴卡斯）※[注 3]

2007年
- 新世紀福音戰士機密檔案 攜帶版（日语：シークレット オブ エヴァンゲリオン）（相田劍介）
- 新世紀福音戰士 戰鬥交響曲（日语：新世紀エヴァンゲリオン バトルオーケストラ）（相田劍介）[注 3]
- 名偵探福音戰士（日语：名探偵エヴァンゲリオン）（相田劍介）
- 悠久之櫻（日语：悠久ノ桜）（水樹結）

2008年
- 夢幻遊戲 朱雀異聞（虛宿）
- 遊☆戲☆王ZEXAL DUEL TERMINAL（日语：遊☆戯☆王ゼアル デュエルターミナル）（闇馬利克）

2009年
- 福音戰士：序（日语：ヱヴァンゲリヲン:序）（相田劍介）
- 新世紀福音戰士：鋼鐵戀人2nd 攜帶版（相田劍介）
- 新世紀福音戰士：鋼鐵戀人 特別篇 攜帶版（相田劍介、淺利啓太、黑衣人A、鐵道公安員）
- 新世紀福音戰士 戰鬥交響曲 攜帶版（日语：新世紀エヴァンゲリオン バトルオーケストラ）（相田劍介）
- 夢幻遊戲DS（虛宿）

2010年
- TAKUYO Mix Box ～初次週年紀念～（匣耕介）

2011年
- Love Lover天使 ～安琪莉可～（聖蘭）

2012年
- SD鋼彈 G世代 OVER WORLD（吉理·加度嘉·亞史皮斯〈鋼鐵7人〉）
- 英雄幻想曲（日语：ヒーローズファンタジア）（橘飛鳥）
- 魔法少女小圓 PORTABLE（鹿目知久）

2015年
- 忍者亂太郎 彈飛益智之卷（鬼蜘蛛丸）

2016年
- 遊☆戲☆王 怪獸之決鬥 最強卡片決鬥！（馬利克·伊修達爾）

2017年
- 遊戲王決鬥聯盟（闇馬利克）

### 廣播劇CD
- （野島、留言板2）
- 愛與欲望的金融街（藤芝遼太郎）
- 亞克傳承III 瑪希雅的決意（日语：アークザラッドIII）（艾瑞克）
- 星戀傳說 黃金沙漠王（日语：アナトゥール星伝）（修羅王子）
- I、II（鷹秋亮）
- 孃樣特急（日语：お嬢様特急）（高杉輝）
- 餓沙羅鬼見聞錄 CD4／出發（北澤淳）
- 在吉祥寺咖啡廳（日语：Cafe吉祥寺で）系列（栗原太郎）
- 機工魔術士（希爾布雷德）
- （田中與志）
- （中谷昌宏）
- 金田一少年之事件簿 死神醫院殺人事件（搜査員）
- 銀之勇者（日语：銀の勇者）（凱特）
- 月15－不穩分子定數－2－聖戰－（圓修治）
- 戀愛天使安琪莉可 原聲廣播劇CD ～聖獸篇～（聖獸的綠之守護聖聖蘭）
- （西川諒太）
- （藤芝遼太郎）
- GOGO我們（野田一樹）
- 午夜0點，愛的私語（藤芝遼太郎）
- 大聲叫出來！（日语：叫んでやるぜ!#ドラマCD）系列（久江南夏也）
- 快打旋風EX 廣播劇CD（日语：ストリートファイターEX#ラジオドラマ・ドラマCD）（肯（日语：ケン・マスターズ））
- G奇幻漫畫CD精選 火焰之紋章 暗黑龍與光之劍（羅謝）
- SILVER CHAOS（日语：SILVER CHAOS） ～無盡的旅程～（維爾納）
- 熱帶雨林的爆笑生活 牛肉（威格爾）
- 熱帶雨林的爆笑生活 雞肉（威格爾）
- S.A.P
- 超能奇兵 Sound Edition（橘飛鳥、江上）
- 世紀末★達令（日语：世紀末★ダーリン）（堤將行）
- 聖路美娜女學院（日语：聖ルミナス女学院） School Days（木島海平）
- 這就是愛吧（黑川睦月）
- 向大都會怒吼 ～電波傑克亂入事件～（電台主持人）
- TARAKO PAPPARA PARADISE（托特）
- （岡本柾）
- 東京魔人學園（日语：東京魔人學園伝奇） 妖都鎮魂歌（狹霧護）
- HELLO!! DOCTOR（水島祐也）
- 火焰之紋章 黎明篇／紫嵐篇（日语：ファイアーエムブレム (佐野真砂輝&わたなべ京の漫画)#ドラマCD）（馬利克）
- Falcom Classics 原聲廣播劇CD「伊蘇I／女神的記憶」（盧達）
- 幸運騎士（日语：フォーチュン・クエスト） 打工篇（克里夫特）
- 夫妻成長日記（山田拓）
- 聲音劇場系列1 河水的流動
- 4、5（托特）
- （三紀和彥）
- 緋色螺旋四重奏（日语：バーヴェリアン四重奏）3（德兵衛、櫻花之子）
- High school aura buster 光之誕生（日语：ハイスクール・オーラバスター）（里見十九郎）
- High school aura buster 光之誕生 REUNION-0 空葬之章 （里見十九郎、語音嘉賓）
- 夢幻遊戲（角宿）
- 夢幻遊戲 玄武開傳（虛宿）
- 平成時間飛船（日语：平成タイムボカン） （牛若丸）
- 魔法少女奇幻CoCo（萊姆）
- （館野友生）
- 結城正美文化學院 鐵腕女警 CD劇場特別版（千川努）
- Lady Innocent（喬伊士）
- 浪漫俱樂部（日语：浪漫倶楽部）（火鳥泉行）
- 聖刻霸傳（Worth Seed）～拉修昂之風暴（日语：ワースブレイド）（阿迪·阿什文）
- ONE×3（日语：ONE×3）（赤羽兄）
- WONDER BOY ～My Dear Wonder～（小松原克己）

### 外語配音

#### 電影
- 全面攻佔3：天使救援（崔維斯·科爾〈菲德里克·施密特（英语：Frederick Schmidt）〉[17]）
- 失蹤時刻（英语：The Deep End of the Ocean (film)）（文森特·卡帕多奇亞〈喬納森·傑克遜〉）
- 網路駭客（英语：Hackers (film)）（喬伊·帕德拉〈傑西·布拉福德（英语：Jesse Bradford）〉）
- 聖戰奇兵（13歲時的印第安納·瓊斯〈瑞凡·費尼克斯〉）※朝日電視台版。
- 致命的快感（眼盲少年〈傑瑞·斯溫德爾〉）
- 龍霸天下（中國青年）※朝日電視台版。
- 南方的風（威利）
- 忍者大追殺（英语：Surf Ninjas）

#### 電視影集
- 急診室的春天（第3季：威廉〈克里斯·愛德華茲〉、第6季：哈維〈派翠克·瑞納（英语：Patrick Renna）〉、第7季：托米、第11季：洛貝魯特·羅薩萊斯〈傑里米·雷·瓦爾德茲（英语：Jeremy Ray Valdez）〉）
- 歡樂滿屋（史考特、傑森）
- 歡樂再滿屋 (第5季)（英语：Fuller House）（柯克·卡梅隆（英语：Kirk Cameron）[注 4]）
- 歡樂家庭（麥可·艾倫·西維爾〈柯克·卡梅隆（英语：Kirk Cameron）〉）
- 銀河前哨（諾格（英语：Nog (Star Trek)）〈艾倫·艾森伯格（英语：Aron Eisenberg）〉）
- 清秀小佳人（英语：Road to Avonlea）（路易）
- Round the Twist（英语：Round the Twist）（彼特·特威斯特）
- 超自然奇遇（英语：So Weird）（札克）
- 熱血警探（英语：Touching Evil (U.S. TV series)）（克拉夫）

#### 動畫
- 變形金剛系列
  - 變形金剛（神鷹）
  - 變形金剛：金屬系列（神鷹）
  - 變形金剛金屬變異CG（神鷹）
- 大力士 (1997年電影)（少年）
- 入侵美國（吉姆·貝利〈萊德·斯特朗〉）
- 泰山傳奇（英语：The Legend of Tarzan (TV series)）（佛林特〈埃里克·溫·德坦〉）
- X戰警 (1994年東京電視台版)（利奇）

### 真人實境
- 聲音演員2
- otomate（日语：オトメイト）♪ in Mielparque大廳（日语：メルパルク東京）（2008年5月24日－25日）Live DVD [注 5]
- 新羅曼史LIVE系列
- 安琪莉可Twin精選輯7

### 特攝影集
- 超力戰隊王連者（1995年，巴拉皮諾殺手／皮諾丘的聲音）

### 網路節目
- 岩男潤子的Sweet Tweet Time（SkycladdeTV niconico直播，2011年5月17日嘉賓）
- 岩男潤子的Sweet Tweet Time 浴衣祭！第2彈！&真夏怪談LIVE！（SkycladdeTV niconico直播，2011年8月21日嘉賓）
- 岩永哲哉與Jenya的「熱情教室」（niconico直播，2012年2月11日起）

### 廣播節目
- KADOKAWA電波雜誌（日语：KADOKAWA電波マガジン） 岩永哲哉與岡村明美的ASUKA→JAM（TOKYO FM系全國網，1997年10月－1998年）
- 聖路美娜女學院（日语：聖ルミナス女学院）
- 電擊大賞（日语：電撃大賞 (ラジオ番組)）
- 結城正美文化學院
- 神秘的世界電台 小哲、小悅之夜!!（日语：ファンタジーワールド）
- 在吉祥寺咖啡廳見（日语：Cafe吉祥寺で）

### 書籍
- 神秘的世界 命運的阿加斯蒂亞
- （《Voice Animage》Vol.5）
- 安琪莉可LOVELOVE通信
- 超能奇兵Vol.3（專訪）
- Fantasy Vol.1（專訪）

### 廣告
- 角川Sneaker文庫
- 帥呆了！2008年11月1日播出集數的電視焦點
- 遊☆戲☆王 怪獸之決鬥6專家2（馬利克）
- 名古屋Mode學園（日语：名古屋モード学園）
- 赤城克羅嫩貝格
- 德間書店少年隊長（日语：月刊少年キャプテン）

### 其它
- 聲♥遊俱樂部（日语：声♥遊倶楽部）
- 隧道二人組的現場狂流!!（日语：とんねるずの生でダラダラいかせて!!）
- 特攝王國SPECIAL
- （2012年7月20日播出，光TV（日语：ひかりTV））
- 藤 光希 Live ～Fall in Summer～（2012年9月2日）－朗讀

## 腳註

## 外部連結
- 岩永哲哉｜Max Mix （日語）
- （日語）－岩永哲哉的官方個人部落格。
- 岩永哲哉的X（前Twitter） （日語）
- 岩永哲哉 （日語）－Talent Date Bank
- 岩永哲哉 （页面存档备份，存于） （日語）－SEIGURA web
- （日語）－goo人名事典
- 岩永哲哉 （页面存档备份，存于） （日語）－KINENOTE
- 岩永哲哉 （页面存档备份，存于） （日語）－oricon
- 岩永哲哉 （页面存档备份，存于） （日語）－Movie Walker（日语：Movie Walker）
- 岩永哲哉 （页面存档备份，存于） （日語）－電影.com（日语：映画.com）
- 岩永哲哉 （页面存档备份，存于） （日語）－allcinema（日语：allcinema）
- 岩永哲哉 （页面存档备份，存于） （日語）－日本電影資料庫